# 阿部政文
阿部 政文（あべ まさぶみ、1953年 - ）は、秋田県出身の元アマチュア野球選手（投手）である。

## 人物・来歴
大館鳳鳴高校では1971年夏の甲子園県予選準決勝に進むが、秋田市立高の船木千代美（法大－熊谷組－TDK）らに抑えられ完封負け。西奥羽大会には進めなかった。
早稲田大学に進学。東京六大学野球リーグでは在学中2回優勝。1974年春季リーグでは1年上の矢野暢生とともに投の二本柱として優勝に貢献する。直後の全日本大学野球選手権大会は、決勝で駒大を降し優勝。同年の第3回日米大学野球選手権、1975年の第11回アジア野球選手権日本代表に選出されている。リーグ通算37試合登板、12勝7敗、防御率2.13、82奪三振。大学同期に谷井潤一（日産自動車）、香川正人の両投手、二塁手の西村一貴（日本生命）らがいた。
卒業後は大昭和製紙に入社、主にリリーフとして起用される。1980年の都市対抗ではエース杉本正が好投、決勝で札幌トヨペットを降し優勝を飾る。この大会ではトヨタ自動車との1回戦で登板。都市対抗には6年連続出場している。1981年の社会人野球日本選手権にチーム初出場。1回戦で先発を任され、住友金属の石井毅と投げ合うが0-2で惜敗。
1982年には業績不振により野球部は休部、三菱自動車川崎に移籍した。ここでもリリーフとして活躍。1985年の都市対抗では3試合に登板、準決勝に進むが日本生命に敗退。